# Корниенко, Николай Ильич (Герой Социалистического Труда)
Николай Ильич Корниенко (1898 года, Элиста, Астраханская губерния, Российская империя — 1972 год, Элиста, Калмыцкая АССР, РСФСР, СССР) — чабан, Герой Социалистического Труда (1950).

## Биография
Родился в 1898 году в селе Элиста Астраханской губернии. После Октябрьской Революции вступил в сельскохозяйственную артель, организованную бедняками под Элистой. Участвовал в Великой Отечественной войне. После демобилизации работал старшим чабаном.
В 1949 году получил по 120 ягнят от каждой сотни овцематок и настриг по 6 килограмм шерсти с каждой овцы. За успехи в развитии животноводства был удостоен в 1950 году звания Героя Социалистического Труда.

## Память
- В Элисте на Аллее героев установлен барельеф Николая Корниенко.

## Награды
- Герой Социалистического Труда — указом Президиума Верховного Совета СССР от 22 августа 1950 года;
- Орден Ленина (1950);
- Орден Трудового Красного Знамени.